# Pérouse
Pérouse là một làng và xã tại tỉnh Territoire de Belfort, vùng Bourgogne-Franche-Comté, đông bắc Pháp.

## Thông tin nhân khẩu
Theo điều tra nhân khẩu năm 1999, xã này có dân số 901.
The estimation for 2005 was 929.